# جليزا 649 b
غليس 649 بي (بالإنجليزية: Gliese 649 b)‏ الذي يرمز له بالرمز GJ 649 b، هو كوكب خارج المجموعة الشمسية، في كوكبة الجاثي، يتبع غليس 649 ‏.

## الاكتشاف
اكتشف في 2009.